# Пионерская улица (Королёв)
Пионе́рская улица — улица в центральной части города Королёв, одна из его главных транспортных магистралей.

## История
Застройка улицы началась в 1960 году.
Улица Пионерская застроена как пятиэтажными, так и многоэтажными домами.
Начало улицы от въезда в город до железнодорожного переезда было реконструировано при строительстве развязки в 2007—2008 гг., а от переезда до перекрёстка с улицей Терешковой в 2014 г. Улица на этом участке имеет 3 полосы в каждую сторону.
В 40-е годы рядом с улицей, на нынешней промышленной территории располагался аэродром со взлетно-посадочной полосой.

## Трасса
Пионерская улица начинается от Ярославского шоссе и заканчивается на Акуловском водоканале. Пересекает улицы Корсакова, Ленина, Коммунистическую, Богомолова, Терешковой, Чайковского и Лермонтова.

## Организации

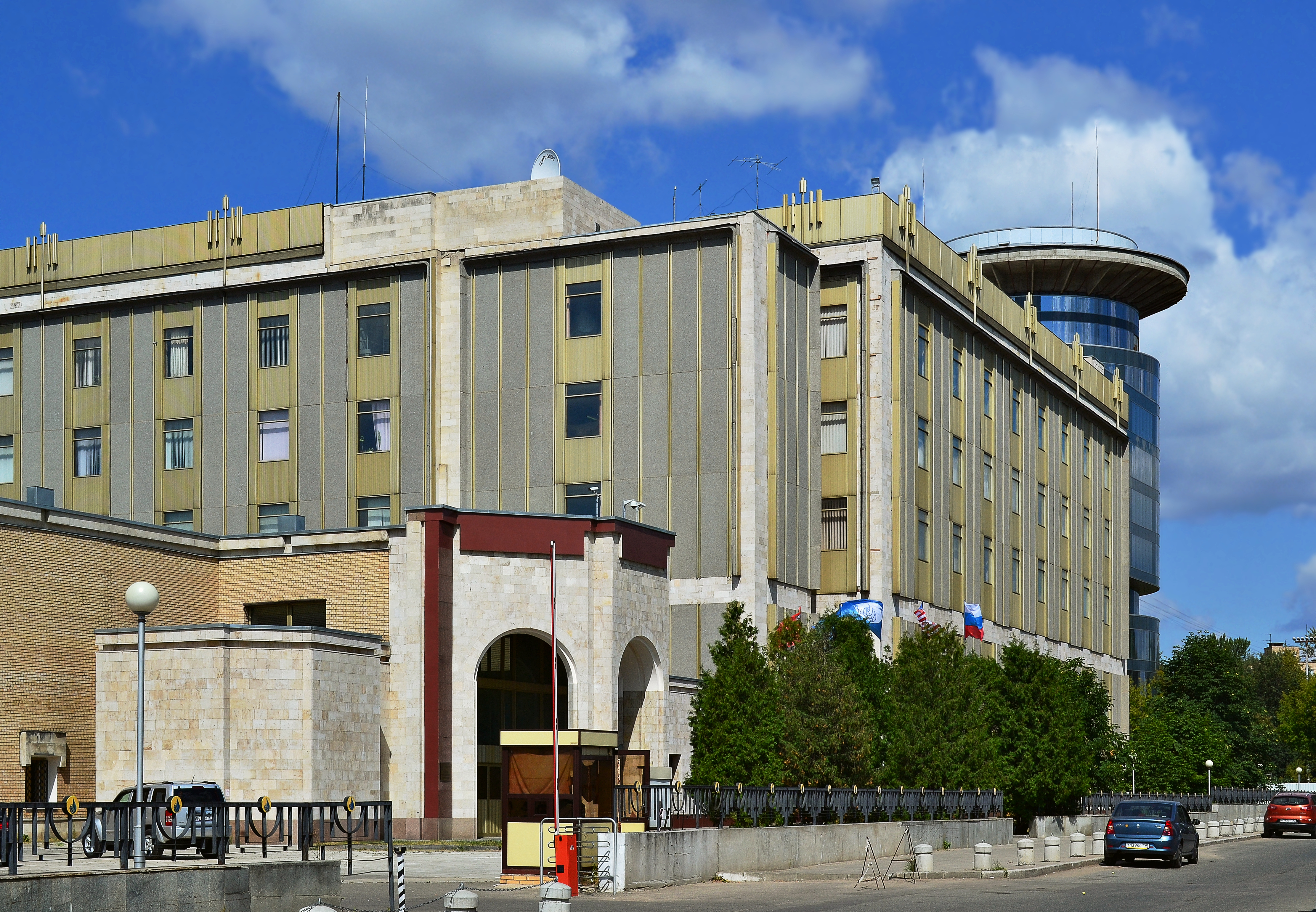
Здание Центра управления полётами в Королёве.

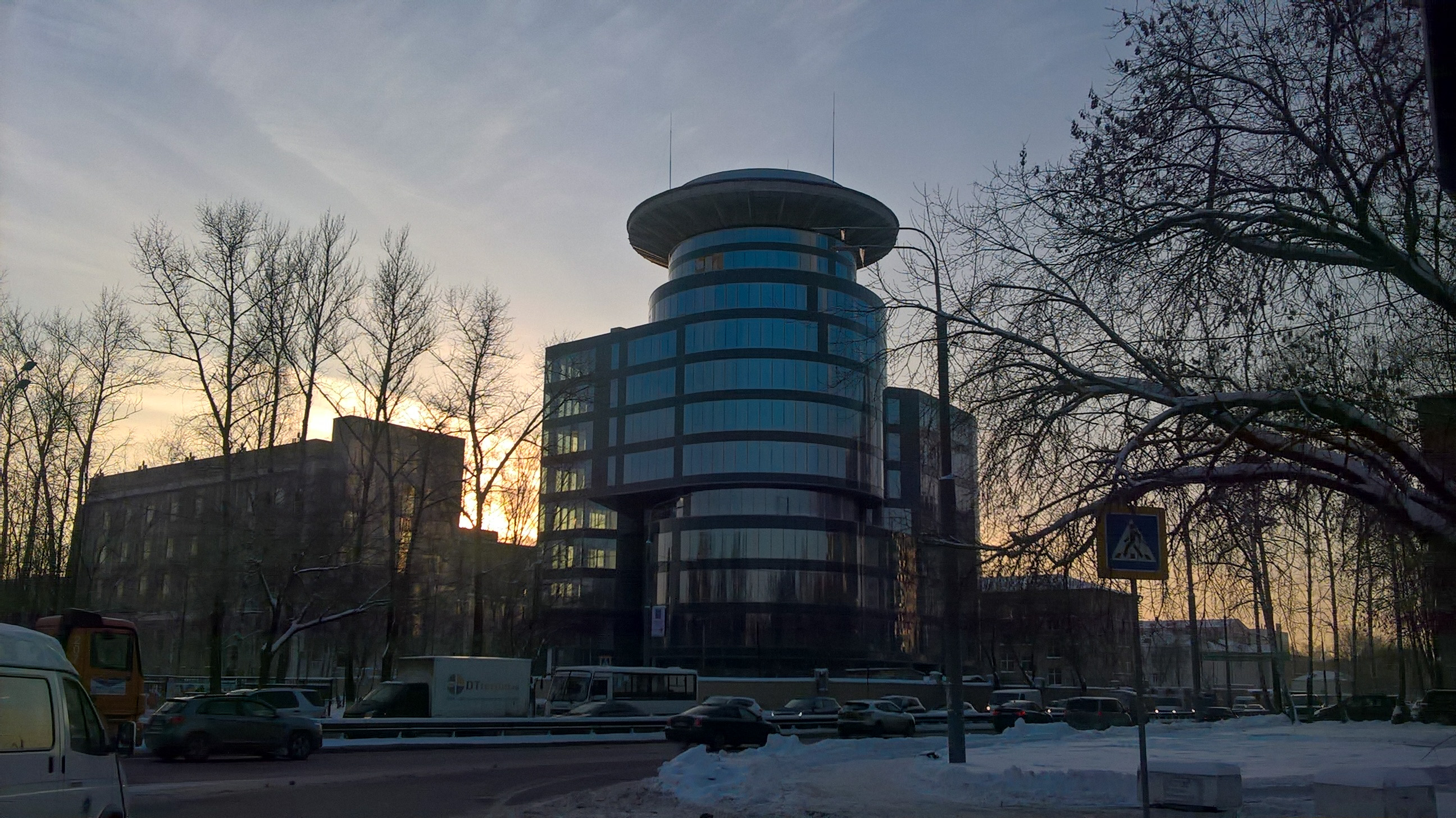
Здание Центра ГЛОНАСС

- постамент «Ракета» на въезде в город
- дом 1а: Магазин запчастей для корейских и японских автомобилей «EuroKorea-EuroJapan»
- дом 1: Соковый завод «Амтел Софт Дринкс»
- дом 2а: Автомойка «Времена года»
- дом 2 — ОАО «НПО ИТ»
- дом 4а: Музей Центра управления полётами
- дом 4: ЗАО «Мэкрос», НПП ЗАО «Маштест», редакция журнала «Русский космос»
- дом 4: Мемориальная доска Янгелю М. К. (1911—1971), Мемориальная доска Мозжорину Ю. А. (1920—1998), Мемориальная доска Уткину В. Ф. (1923—2000), Платёжный терминал ФАГ «СТС», Центр сертификации ракетно-космической техники, ФГУП ЦНИИмаш
- дом 8а кор. 2: Гостиница «Подлипки» (закрыто)
- дом 8г: Продуктовый магазин «Метатр» (закрыто)
- дом 8: Мемориальная доска Турикову А. М. (1920—1985), Королёвский колледж космического машиностроения и технологии
- дом 10а кор.3: Парикмахерская «Марта»
- дом 12а кор.3: Стоматологическая клиника «Техно-Дент»
- дом 12: Ателье «Золушка», Отдел городского архива Администрации г. Королёва
- дом 13: Детский сад
- дом 14а: Агентство недвижимости «Эксперт»
- дом 15 кор.1: Торгово-развлекательный комплекс «Сити», Кинотеатр «Премьера»
- дом 16: Сбербанк России, Почтовое отделение «Королёв-4»,
- дом 19а: 2 управление по М. О. Федеральной службы РФ по контролю за оборотом наркотиков
- дом 20: Государственная автошкола «Московский областной учебно-курсовой комбинат автомобильного транспорта»
- дом 22: Учебно-методический образовательный центр г. Королёва
- дом 30 кор.5: Детский центр «Теремок»
- дом 30 кор.6: Универсам «Верный», Зооцентр «Главзверздрав»
- дом 32: Коллективные сады СНТ «Энергия»
- дом 33а: Кафе-чайхана «Дюшес»
- дом 35: Продовольственный магазин «Мир продуктов», Мебельный магазин фабрики «Стильные кухни»,
- дом 37а: Ремонтно-эксплуатационное управление № 4, «Жилсервис-центр»
- дом 37б: «Колокольчик», детский сад № 22 г. Королёв
- дом 41а: Частный детский сад «Возрождение», Школа искусств г. Королёв
- дом 43а: Центр развития творчества детей и юношества
- дом 43: Опорный пункт охраны порядка
- дом 47а: «Юбилейный», детский сад № 18 г. Королёв, Пожарный гидрант № 0265 (K150, L20)
- дом 47: Территориальное отделение № 4 «Жилкомплекс», Паспортный стол ТО № 4
- дом 49а: Автозаправочная станция компании «Евро-М»
- дом 51а: Кинологическая служба криминальной полиции ГУВД г. Королёв, Ветеринарная клиника «Биосфера»
- дом 51г: Наркологическая помощь г. Королёв, Медвытрезвитель г. Королёв
- дом 51: Королёвский городской учебно-спортивный центр ОСТО
- памятник Ю. А. Мозжорину
- памятник стыковке «Союз-Аполлон» на пересечении с ул. Терешковой и Богомолова, прозванный в народе «Шарик»

## Транспорт
Автобусы:
- 1: Улица Силикатная — ст. Болшево — ст. Подлипки — Улица Силикатная[3]
- 2: Улица Силикатная — ст. Подлипки — ст. Болшево — ул. Силикатная[4]
- 9: Гастроном — ст. Болшево — ЦНИИМАШ[5]
- 28: Улица Силикатная — ст. Болшево — ст. Подлипки — ст. Мытищи[6]
- 31: Лесные Поляны — ст. Болшево — ст. Подлипки)[7]
- 392: ул. Силикатная — ст. Болшево — ст. Подлипки — Москва ( ВДНХ)[8]
- 576к ул. Силикатная — Москва ( ВДНХ)

Маршрутные такси:
- 3: Улица Академика Легостаева — ст. Подлипки
- 4: Улица Силикатная — ст. Болшево — ст. Подлипки — Рынок на Яузе
- 5: Улица Мичурина — ст. Подлипки[9]
- 8: пл. Валентиновка — ст. Болшево — ст. Подлипки
- 13: ст. Подлипки — Лесная школа — ст. Болшево — ст. Подлипки
- 17: ул. Лермонтова — ст. Подлипки
- 565: ул. Мичурина — Москва ( ВДНХ)[10]